# Halictus lussinicus
Halictus lussinicus är en biart som beskrevs av Blüthgen 1936. Halictus lussinicus ingår i släktet bandbin, och familjen vägbin. Inga underarter finns listade i Catalogue of Life.